# Dibenzoilometan
Dibenzoilometan – organiczny związek chemiczny, aromatyczny 1,3-diketon, pochodna acetyloacetonu, w której obie grupy metylowe zostały zastąpione grupami fenylowymi. DBM to białe ciało stałe o temperaturze topnienia 77–78 °C. Podobnie jak acetyloaceton, DBM występuje w postaci dwóch form tautomerycznych, jednakże równowaga tautomerii keto-enolowej DBM jest silnie przesunięta w stronę formy enolowej. Jest to spowodowane tworzeniem się wewnątrzcząsteczkowego wiązania wodorowego i układu wiązań sprzężonych z pierścieniami fenylowymi. Powoduje to wysoką fotostabilność związków o takiej budowie i dlatego pochodne DBM znalazły zastosowanie jako filtry UV-A w kosmetykach (np. awobenzon).